# Lệch lạc (xã hội học)

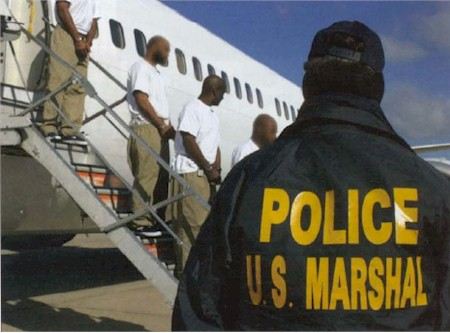
Tội phạm - một dạng hiển nhiên của lệch lạc.

Sự lệch lạc, hay còn gọi là Sự lầm lạc, Hành vi lệch lạc, (tiếng Anh: deviance hoặc deviant behavior) là một khái niệm của xã hội học được định nghĩa là sự vi phạm có nhận thức các tiêu chuẩn hoặc kỳ vọng của một nhóm hay của xã hội. Các tiêu chuẩn văn hóa và kỳ vọng định dạng một dải rộng các hoạt động của con người nên khái niệm sự lệch lạc cũng mang nghĩa rộng tương ứng. Một dạng hiển nhiên của lệch lạc là tội phạm, sự vi phạm các quy phạm được ban hành chính thức thành luật pháp. Ngoài ra nó còn là rất nhiều những dạng không tuân thủ tiêu chuẩn hoặc kỳ vọng khác ở rất nhiều mức độ từ ôn hòa đến cực đoan. Sự lệch lạc thường được hiểu theo nghĩa tiêu cực tuy nhiên những cá thể bị tách riêng ra khỏi nhóm do sự tuân thủ chặt chẽ các tiêu chuẩn văn hóa lý tưởng trong một chừng mực nào đó cũng là một dạng của lệch lạc. Điều này là do sự khác nhau giữa văn hóa lý tưởng và văn hóa thực tế, trên thực tế, hầu như tất cả mọi cá nhân đều không hội đủ các tiêu chuẩn của văn hóa lý tưởng và nếu một cá nhân trong nhóm trở nên vượt trội trong việc đó thì anh ta sẽ thành "'người lên mặt đạo đức, ít nhất cũng có phần lệch lạc". Nhưng những người không bị mắc chứng bệnh đến tâm lý và thần kinh thì không phải là người lệch lạc.

## Bản chất của sự lệch lạc
Trong cuộc sống, con người thường có khuynh hướng coi sự lệch lạc là do lựa chọn tự do hay sự thất bại của cá nhân. Tuy nhiên, vấn đề hoàn toàn ngược lại, sự lệch lạc hay tuân thủ đều có nguồn gốc xã hội:
- Sự lệch lạc chỉ tồn tại trong mối quan hệ với các tiêu chuẩn văn hóa, không có hành động lệch lạc nào mang tính vốn có hay nói đúng hơn một hành vi được coi là lệch lạc trong mối quan hệ với những tiêu chuẩn văn hóa cụ thể. Những tiêu chuẩn văn hóa rất khác nhau giữa các nền văn hóa, trong mỗi nền văn hóa cũng khác nhau ở các tiểu văn hóa...; hơn nữa tiêu chuẩn văn hóa còn thay đổi theo thời gian nên quan niệm về sự lệch lạc cũng khác nhau và thay đổi theo thời gian. "Trong các cộng đồng truyền thống ở đảo Sicilia chẳng hạn, tiêu chuẩn hỗ trợ sự sử dụng bạo lực để trả thù một sự sỉ nhục đối với danh dự gia đình một người nào đó"[2] trong khi những hành động như thế rất có thể bị bắt giam và xử tù ở Roma. Những năm gần đây, ở Việt Nam, hút thuốc lá, đặc biệt là ở nơi công cộng được coi là hành vi lệch lạc trong khi trước đó nó là việc khá bình thường.
- Sự lệch lạc là kết quả của việc người khác xác định theo cách đó: Một hành vi có được coi là lệch lạc hay không tùy thuộc vào quá trình khả biến của định nghĩa xã hội, vào cách mà người khác nhận thức tình huống. Nhà thơ Phùng Quán có thể tặng sinh nhật người yêu bằng cách đề thơ lên một quả bí xanh nhưng một người khác làm như thế sẽ có thể bị coi là lệch lạc trầm trọng, nếu không muốn nói là đã bị tâm thần.
- Cả tiêu chuẩn cũng như cách thức để xác định sự lệch lạc đều liên quan đến các mẫu quyền lực xã hội: theo mô hình mâu thuẫn xã hội, đặc biệt là tư tưởng của Karl Marx, tiêu chuẩn văn hóa, nhất là luật pháp, rất có thể bảo vệ quyền lợi của những người có thế lực. Chẳng hạn, đóng cửa một nhà máy không còn sinh lợi nữa nằm trong quyền hợp pháp của chủ sở hữu nhà máy, mặc dù làm như thế sẽ khiến hàng nghìn người thất nghiệp[3]. Mặc dù đều có những hành vi giống nhau thì trong nhiều trường hợp, người không có quyền lực bị xem là lệch lạc và có thể chịu hình phạt trong khi người có quyền lực thì không. Tóm lại cả tiêu chuẩn văn hóa và cách thức áp dụng chúng đều liên quan đến các mẫu bất công xã hội.

## Những lý thuyết về sự lệch lạc

### Lý thuyết sinh học
Hành vi con người được hiểu - hay nói chính xác hơn, hiểu lầm - trong thế kỷ 19 như là sự thể hiện bản năng sinh học. Những nghiên cứu ban đầu nhấn mạnh đến nguyên nhân này, năm 1876, Caesare Lombroso đã phát triển thuyết tội phạm sinh học. Thuyết này đã mô tả các đặc điểm về thể chất của tội phạm như trán thấp, cằm, gò má nhô, tai vểnh, nhiều râu tóc và cánh tay dài bất thường trông giống như tổ tiên giống vượn của con người. Theo lý thuyết này, do những khiếm khuyết về sinh học nên những cá nhân như thế sẽ tư duy và hành động theo cách nguyên thủy và dẫn đến phạm tội, hay nói cách khác, có những người sinh ra đã là tội phạm tiềm năng. Gần cuối đời, Lombroso mới thừa nhận yếu tố xã hội cũng đóng góp một phần vai trò trong sự phạm tội. Lý thuyết này "dựa trên những phương pháp nghiên cứu sai lầm nghiêm trọng" và đã bị bác bỏ bởi các kết quả nghiên cứu sau đó. Sang thế kỷ 20, nhiều nhà nghiên cứu vẫn tiếp tục tìm kiếm các giải thích sinh học về sự phạm tội. Giữa thế kỷ 20, William Herbert Sheldon đã đưa ra quan điểm cho rằng cấu trúc cơ thể có vai trò quan trọng trong sự phạm tội. Ông phân cấu trúc cơ thể người thành ba loại: ốm yếu gầy còm, lùn mập và cơ bắp rắn chắc, mọi người đều là sự kết hợp của ba thể tạng này nhưng sẽ có một trong số đó chiếm ưu thế. Ông cho rằng có liên kết giữa sự phạm tội và tạng người cơ bắp rắn chắc. Sau đó, những nghiên cứu của hai vợ chồng Sheldon Glueck và Eleanor Glueck cho rằng sự phạm tội có liên kết với cấu tạo cơ thể lùn mập như người lùn, mập thường lớn lên trong những gia đình ít tình cảm và hiểu biết nên kém nhạy cảm và hay gây hấn. Từ thập niên 1960, những giải thích theo hướng này tập trung vào yếu tố gien cùng với sự phát triển của khoa học nghiên cứu di truyền. Tuy nhiên cần lưu ý rằng, những giải thích sinh học về tội phạm trong thế kỷ 20 đều nhấn mạnh vai trò quyết định của yếu tố xã hội.

### Lý thuyết tâm lý học
Cách giải thích này của sự lệch lạc thường tập trung vào tính bất thường trong nhân cách và mặc dù một số bất thường của nhân cách liên kết với tính di truyền, những nhà tâm lý học xem hầu hết rối loạn nhân cách là kết quả của quá trình xã hội hóa. Vì nhân cách là do kinh nghiệm xã hội định hình trong suốt chu kỳ đời sống, sự lệch lạc được coi là kết quả xã hội hóa không thành công đối với kỳ vọng văn hóa chứ không phải kết quả của tác động sinh học khi con người sinh ra. Một trong số đó là lý thuyết tiết chế của Walter Reckless và Simon Dinitz cho rằng các áp lực xã hội có thể dẫn đến tình trạng phạm tội đang phổ biến đối với trẻ vị thành niên, những trẻ em thích ứng tốt với thất bại và đồng nhất một cách tích cực với các giá trị và tiêu chuẩn văn hóa có khả năng đề kháng tốt hơn đối với sự phạm tội. Tuy vậy, cách giải thích này có những hạn chế:
- Cũng giống như cách giải thích sinh học, nó mang nhiều tính chất cá nhân mà coi nhẹ nguyên nhân xã hội. Đặc điểm nhân cách được coi là bình thường hay bất bình thường khác nhau trong những xã hội khác nhau cũng như những tiêu chuẩn văn hóa - thước đo của sự lệch lạc - cũng thay đổi theo tiêu chuẩn văn hóa do vậy cách tiếp cận này không mang tính tổng quát.
- Cách giải thích tâm lý không thỏa đáng trong trường hợp cùng một hành vi, nó bị coi là lệch lạc ở người này nhưng lại là bình thường ở người khác.
- Các dạng lệch lạc thậm chí tội phạm tồn tại ở những người có quyền lực, được kính trọng - những người thường hầu như không được xác định là bất bình thường về mặt tâm lý.

### Lý thuyết xã hội học

#### Mô hình cấu trúc - chức năng

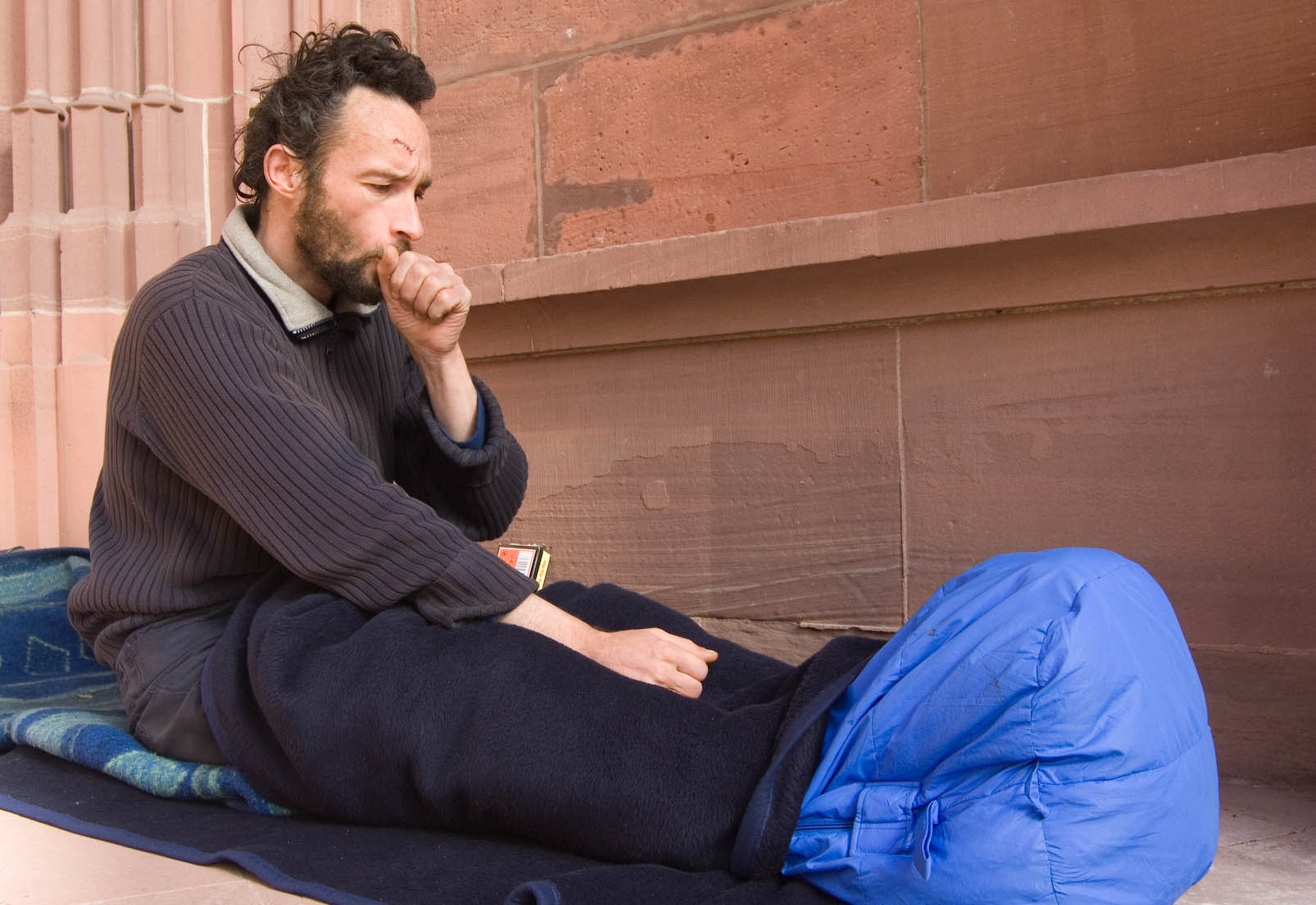
Người vô gia cư thường bị xem là người có hành vi lệch lạc

Cảm giác chung của chúng ta là sự lệch lạc có tác dụng tiêu cực, tội phạm gây thất thoát tiền của, gây tổn thương, thậm chí tước đoạt đi sinh mạng của người khác... Thế nhưng các nhà nghiên cứu theo mô hình cấu trúc chức năng lập luận rằng sự lệch lạc góp phần quan trọng cho hoạt động liên tục của xã hội. Emile Durkheim là người đã có những công trình tiên phong về chức năng của sự lệch lạc đối với xã hội. Ông khẳng định sự lệch lạc không có gì bất thường, nó là một bộ phận gắn liền với mọi xã hội và nó có bốn chức năng chính:
- Sự lệch lạc khẳng định giá trị và tiêu chuẩn văn hóa: Cũng như không xã hội nào có thể tồn tại nếu không có những giá trị văn hóa, sự lệch lạc là không thể thiếu được. Nếu một xã hội như một tu viện hoàn hảo gồm toàn những cá thể gương mẫu thì tội phạm, hiểu theo nghĩa thông thường sẽ không tồn tại, nhưng khi đó một lỗi lầm mà trong xã hội bình thường coi là không đáng kể sẽ trở thành tội phạm. Cũng vì lý do đó, một người gần như hoàn hảo sẽ thẳng thắn đánh giá những thất bại nhỏ nhặt của mình với sự nghiêm khắc mà đa số chỉ dành cho sự phạm tội.
- Phản ứng với sự lệch lạc làm sáng tỏ ranh giới đạo đức: theo Durkheim, phản ứng với niềm tin và hành động của một số người lệch lạc làm sáng tỏ ranh giới hành vi có thể chấp nhận được với mọi người trong một xã hội. Ví dụ một người uống rượu vào bữa tối có thể được cộng đồng coi là bình thường nhưng khi anh ta uống rượu vào bữa sáng thì sẽ bị cộng đồng cho là đã nghiện rượu. Phản ứng của cộng đồng trong trường hợp này cho thấy ranh giới về thời điểm của hành vi uống rượu. Không những đối với người có hành vi lệch lạc, những người khác cũng thấy được đâu là ranh giới của hành vi uống rượu một cách đúng đắn.
- Phản ứng với sự lệch lạc thúc đẩy tính thống nhất của xã hội: khi cộng đồng phản ứng với một sự lệch lạc, họ đã tự nhắc bản thân mình các tiêu chuẩn văn hóa kết hợp họ với nhau. Đồng thời nếu sự lệch lạc không bị phản ứng thì định chuẩn về những gì được xem là đúng đắn sẽ bị kéo giãn ra và phá vỡ tính ổn định. Ngày làm việc ở công sở bắt đầu từ 8 giờ sáng nhưng nó sẽ trở thành 8 giờ 30 hoặc muộn hơn nếu những người đi muộn không bị phản ứng.
- Sự lệch lạc khuyến khích thay đổi xã hội: vì nó đưa ra các biện pháp thay thế các giá trị và tiêu chuẩn đang tồn tại. Các giá trị và tiêu chuẩn thay đổi theo thời gian, những gì ngày hôm nay được xem là sự lệch lạc có thể trở thành tiêu chuẩn cho ngày mai. Trong thập niên 1950, nhạc rock and roll đều bị đa số người Mỹ cho là làm hư hỏng thanh niên thì ngày nay đã trở thành một phần trong trào lưu văn hóa Mỹ.

Lý thuyết căng thẳng của Robert Merton: Thông qua nghiên cứu về mục đích của văn hóa Mỹ là thành công tài chính và các phương cách của nó, "Robert Merton khẳng định rằng hoạt động của xã hội thực sự khuyến khích tội phạm và các loại lệch lạc khác". Bảng dưới đây cho thấy các dạng phản ứng của cá nhân tùy thuộc vào thái độ của cá nhân đó đối với mục tiêu và phương tiện văn hóa.
| Loại phản ứng của cá nhân | Mục tiêu văn hóa                                       | Phương tiện văn hóa                                           |
| ------------------------- | ------------------------------------------------------ | ------------------------------------------------------------- |
| Tính tuân thủ             | Chấp nhận                                              | Chấp nhận                                                     |
| Sự đổi mới                | Chấp nhận                                              | Từ chối                                                       |
| Chủ nghĩa nghi thức       | Từ chối                                                | Chấp nhận                                                     |
| Chủ trương rút lui        | Từ chối                                                | Từ chối                                                       |
| Sự nổi loạn               | Từ chối mục tiêu hiện hành nhưng quảng bá mục tiêu mới | Từ chối phương tiện hiện hành nhưng quảng bá phương tiện khác |

- Mục đích của văn hóa Mỹ là thành công tài chính và xã hội Mỹ định hình một số phương tiện để đạt được mục đích ấy ví dụ lao động cần cù, đạt được sự giáo dục toàn diện... Những cố gắng đạt được thành công tài chính bằng các phương cách như ăn trộm, tham nhũng... là sự lệch lạc. Vì thế con người đạt được thỏa mãn cá nhân không chỉ từ sự thành công mà còn từ cách thức để đạt được sự thành công ấy. Việc đạt được mục đích bằng các phương tiện tiêu chuẩn được Merton gọi là "tính tuân thủ".
- Do văn hóa Mỹ nhấn mạnh tầm quan trọng của thành công tài chính nên ngay cả những người tương đối thành công cũng tìm cách kiếm được nhiều của cải hơn bằng các phương cách lệch lạc và cả phạm pháp: những quản trị viên cao cấp điều hành công ty gian lận kế toán, biển thủ công quỹ; người có thu nhập cao bóp méo thu nhập đối với cơ quan thuế... Merton gọi hoạt động này là "sự đổi mới" - cố gắng đạt đến mục tiêu văn hóa bằng các phương tiện không chuẩn tắc. Nguyên nhân của việc này là "sự căng thẳng" khi mục đích lấn át tiêu chuẩn phải đạt được mục đích như thế nào.
- Đứng trước "sự căng thẳng", có một cách giải quyết khác là "chủ nghĩa nghi thức" - người ta từ bỏ mục tiêu đồng thời tuân thủ chặt chẽ các tiêu chuẩn văn hóa để đạt được sự tôn trọng. Merton đã minh họa bằng các công chức cấp thấp của những tổ chức chính thức mà ông gọi là "những người theo chủ nghĩa nghi thức quan liêu", họ đã lệch lạc đến mức từ bỏ mục tiêu nhưng người khác xem họ là những công dân tốt bởi lẽ họ trung thành tuyệt đối với các tiêu chuẩn văn hóa.
- Một dạng phản ứng khác khi không đủ khả năng để đạt được mục tiêu là "chủ trương rút lui" - sự từ bỏ cả mục tiêu và phương tiện văn hóa. Những người "chủ trương rút lui" là những người bỏ cuộc trong xã hội, có thể kể ra những người nghiện rượu, ma túy, những người sống lang thang trên hè phố... Sự lệch lạc của họ thể hiện ở chỗ sống không theo các quy ước và trên thực tế hầu như không nghĩ đến việc thay đổi tình hình.
- Loại phản ứng cuối cùng là "sự nổi loạn", hành vi của những người không chấp nhận cả mục tiêu lẫn phương tiện văn hóa hiện hành đồng thời tìm kiếm những mục tiêu và phương tiện khác bằng cách ủng hộ việc thay đổi trật tự xã hội. "Các thành viên của một tổ chức cách mạng chính trị, chẳng hạn như Quân đội Cộng hòa Ireland (Irish Republican Army) hay các nhóm quân phiệt cánh hữu, đều có thể xếp vào loại những người nổi loạn theo mô hình của Merton[14].

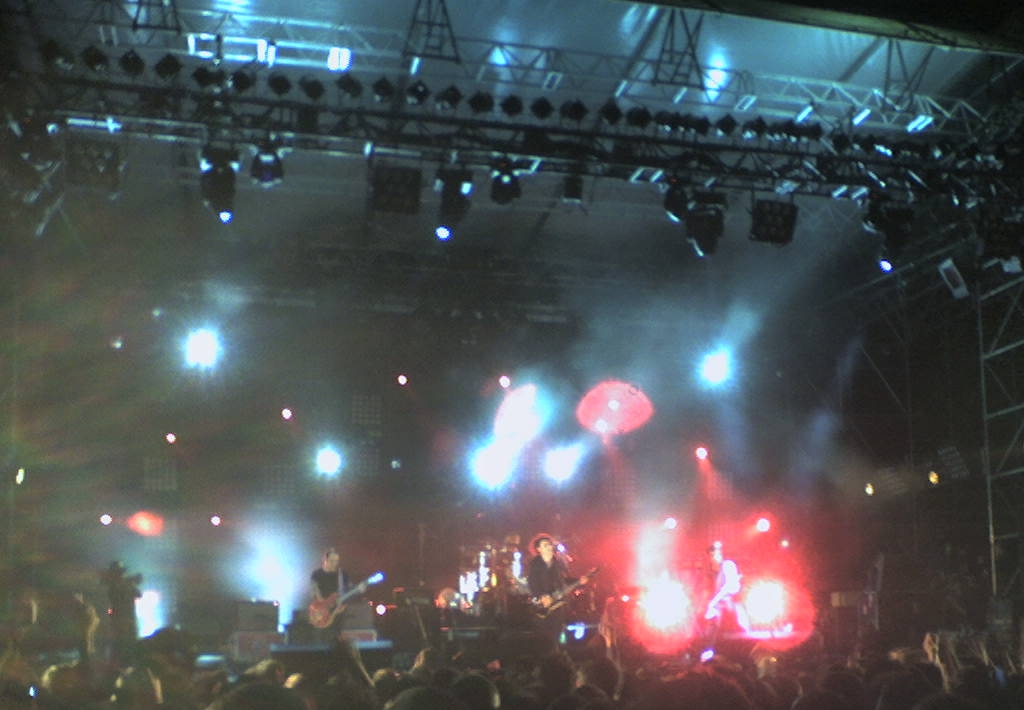
Nhạc rock trong thập niên 1950 được xem là một sự lệch lạc

Mặc dù "lý thuyết căng thẳng" của Merton khá thuyết phục trong việc phân tích mối quan hệ giữa sự lệch lạc và hoạt động xã hội nhưng nó có những hạn chế:
- Chưa đưa ra lý giải đầy đủ về việc tại sao cá nhân lại chọn cách phản ứng này chứ không phải cách phản ứng khác.
- "Lý thuyết căng thẳng" không thể giải thích được nhiều loại lệch lạc như sự đam mê, tình dục đồng giới...
- Lý thuyết của Merton dựa trên giả thiết ban đầu là mọi cá nhân đều tìm kiếm thành công tài chính theo nghĩa quy ước trong khi có rất nhiều quan niệm khác nhau về mục tiêu. Chẳng hạn một số công chức theo chủ nghĩa nghi thức có thể không bị bắt buộc phải từ bỏ mục tiêu giàu có mà đối với họ thành công cá nhân là trở thành một công chức mẫn cán, liêm chính và được nể trọng.

#### Mô hình tương tác biểu tượng
Mô hình tương tác biểu tượng đặt con người vào quá trình tương tác xã hội mà trong đó các tiêu chuẩn văn hóa thay đổi do vậy sự lệch lạc được áp dụng với mức độ linh hoạt. Ngoài các lý thuyết như "lý thuyết truyền đạt văn hóa" nhấn mạnh đến môi trường giao tiếp, "lý thuyết sinh hoạt thường nhật" nhấn mạnh đến nguyên nhân của sự lệch lạc nằm trong những gì bình thường trong cuộc sống hàng ngày (ví dụ như cha mẹ có thói quen để tiền ở chỗ dễ thấy khiến trẻ em lấy tiền mà không cảm thấy như thế là lệch lạc), một lý thuyết quan trọng là "lý thuyết gán nhãn hiệu khẳng định sự lệch lạc và tuân thủ là do kết quả của quá trình người khác xác định hay gán nhãn hiệu cho một người". Lý thuyết này không nhằm vào việc tại sao những cá nhân nào đó lại đi đến chuyện lệch lạc mà nó "nhấn mạnh đến việc người ta bị gán nhãn là kẻ làm sai lệch hay chấp nhận cái nhãn gán ấy như thế nào". Lý thuyết này cũng được gọi là "cách tiếp cận bằng phản ứng xã hội" vì nó nhấn mạnh rằng hành vi lệch lạc không phải có ý nghĩa tự thân mà là phản ứng của xã hội. Howard Becker, người có công phổ biến lý thuyết gán nhãn hiệu đã tóm tắt về nó qua phát biểu như sau: "Hành vi làm sai lệch là hành vi mà người ta gán nhãn như thế". Thuyết này cũng nhấn mạnh rằng người bị gán nhãn hiệu lệch lạc có thể kết hợp nó vào sự nhận thức bản thân đến nỗi dẫn đến sự lệch lạc tiếp theo (ví dụ người bị dãn nhãn "gầy như que củi" có thể nói dối liên tục để khỏi phải đi bơi), thậm chí trở thành "lệch lạc chuyên nghiệp".
Tuy nhiên thuyết này cũng có những hạn chế:
- Nó có phần xem nhẹ những hành vi mà trên thực tế hầu hết được xem là lệch lạc nghiêm trọng (ví dụ: tự tử) do đó chỉ hữu dụng trong việc đưa ra lời giải thích cho những loại lệch lạc kém nghiêm trọng hơn.
- Hạn chế thứ hai là tính không rõ ràng cũng như hậu quả của việc bị gán nhãn hiệu lệch lạc vì không phải ai bị gán nhãn hiệu lệch lạc cũng có những lệch lạc tiếp theo, những người biết chấp nhận nhãn hiệu không rơi vào tình trạng đó.

#### Mô hình mâu thuẫn xã hội
Mô hình này giải thích sự lệch lạc theo nghĩa thứ nguyên căn bản của bất công xã hội, mô hình này nhấn mạnh đến vấn đề người nào cũng như những gì được xác định là sự lệch lạc trước sự bất công xã hội. Những lý thuyết gia duy xung đột đặt vấn đề tại sao chúng ta có khuynh hướng nghĩ những người lệch lạc như những kẻ nhếch nhác, đồi bại..., tóm lại là ít quyền lực trong xã hội. Người thất nghiệp, những người trong điều kiện sống không tốt khác dễ bị xem là những kẻ lệch lạc trong khi người giàu có thường dễ được tôn kính hơn. Câu trả lời của họ như sau:
- Người có quyền lực sở hữu những tài nguyên đáng kể để chống lại nhãn hiệu lệch lạc, họ được sử ủng hộ của những người có quyền lực khác, được bảo vệ bằng cả những luật sư giàu kinh nghiệm và do vậy trong nhiều trường hợp, tránh được việc bị gán nhãn hiệu lệch lạc.
- Các tiêu chuẩn, kể cả luật pháp của một xã hội bất kỳ thường có xu hướng phản ánh quyền lợi của những người giàu và có quyền lực. Giá trị pháp lý của quyền tư hữu cung cấp lợi ích cho những người nắm giữ nhiều của cải trong xã hội. "Người đe dọa người giàu, hoặc bằng cách lấy tài sản hay tán thành một xã hội bình đẳng hơn, có thể xác định dễ dàng là 'kẻ trộm' hay 'cấp tiến chính trị'"[18].

Richard Quinney khẳng định rằng "công lý tư bản chủ nghĩa thuộc về giai cấp tư bản, cho giai cấp tư bản và chống lại giai cấp lao động".
Steven Spitzer, nhà xã hội học Mỹ đã phát triển lý thuyết duy xung đột về sự lệch lạc trên cơ sở tư tưởng của Karl Marx như sau:
- Chủ nghĩa tư bản dựa trên sự kiểm soát tài sản cá nhân vì thế những ai đe dọa tài sản của người khác nhất là những người nghèo rất dễ bị gán nhãn hiệu lệch lạc trong khi người giàu bóc lột người nghèo (ví dụ địa chủ bắt nộp tô cao một cách vô lý) có thể ít bị xem là lệch lạc.
- Chủ nghĩa tư bản lệ thuộc vào lao động của đa số người dân trong xã hội vì thế những người không thể hay không làm việc rất có thể bị gán nhãn hiệu lệch lạc. "Người Mỹ thường nghĩ người thất nghiệp - ngay cả không phải do lỗi của họ - đều là kẻ lệch lạc"[20].
- Chủ nghĩa tư bản lệ thuộc vào tiến trình xã hội hóa củng cố sự kính trọng đối với những nhân vật trong chính quyền, vì thế những người chống lại chính quyền rất có thể bị xem là lệch lạc.
- Chủ nghĩa tư bản dựa vào sự chấp nhận phổ biến các tiêu chuẩn cho rằng nó là mang tính tự nhiên và công bằng. Vì lý do đó, những người thể hiện hay đề xướng thái độ không nhất quán với hệ thống tư bản đều bị gán nhãn hiệu lệch lạc như "những người phản chiến, người bảo vệ môi trường, những người cố gắng tổ chức cho công nhân chống lại chủ tư bản công nghiệp, và bất kỳ ai so sánh chủ nghĩa tư bản theo cách bất lợi với loại hình kinh tế khác"[21].

Mặt khác, mức độ phản ứng đối với sự lệch lạc cũng khác nhau, tùy thuộc họ đe dọa chủ nghĩa tư bản như thế nào. Spitzer gọi những người có hành vi lệch lạc như thế là "dân số có vấn đề" và phân họ làm hai loại: "kẻ nhát gan trong xã hội" và "chất nổ xã hội". Loại thứ nhất là những người không làm việc nhưng ít đe dọa như những kẻ "chủ trương rút lui", những người giàu có không lao động, người khuyết tật... Loại thứ hai là những người có khả năng tích cực không thừa nhận chủ nghĩa tư bản như đa số người thất nghiệp ở thành phố, thanh niên bị xã hội xa lánh, những người cấp tiến, cách mạng. Ông cũng khẳng định rằng cả hai loại người trong "dân số có vấn đề" đều là sản phẩm của chủ nghĩa tư bản và do vậy chủ nghĩa tư bản kiểm soát họ nhằm giảm thiểu sự đe dọa với phí tổn nhỏ nhất và xác định nguồn gốc của "dân số có vấn đề" là thất bại cá nhân hơn là sản phẩm của xã hội.

Vệ binh Quốc gia nổ súng vào sinh viên Đại học Kent (Ohio, Mỹ) phản chiến ngày 4 tháng 5 năm 1970 - sau đó không có ai bị kết án; Ví dụ này thường được các lý thuyết gia duy xung đột sử dụng để minh chứng cho các luận điểm của họ

Ở thái cực ngược lại, những gì "tăng cường hoạt động của chủ nghĩa tư bản đều là đối tượng được gán nhãn hiệu tích cực. Một ví dụ là các môn thể thao cạnh tranh thể hiện giá trị thành tựu cá nhân và sự ganh đua mang yếu tố quyết định đối với chủ nghĩa tư bản và do vậy vận động viên luôn được ca tụng trong xã hội Mỹ".
Tuy nhiên, cũng như các lý thuyết nghiên cứu sự lệch lạc khác, lý thuyết mâu thuẫn xã hội cũng nhận được các ý kiến phê phán:
- Lý thuyết này có khuynh hướng cho rằng luật pháp và các quy phạm khác do người giàu và có thế lực tạo ra một cách trực tiếp và được họ sử dụng để bảo vệ quyền lợi của mình trong khi trên thực tế không hẳn như vậy ví dụ luật bảo vệ người tiêu dùng hay luật bảo vệ môi trường...
- Mô hình này cho rằng thiệt hại xã hội do người giàu gây ra thường bị xem nhẹ nhưng tội phạm đường phố cũng thể hiện sự nguy hiểm thật sự đối với bất kỳ xã hội nào.
- Mô hình mâu thuẫn xã hội khẳng định rằng sự phạm tội cũng như các hình thức lệch lạc khác là sản phẩm của bất công xã hội trong khi có những luận điểm (ví dụ của Emile Durkheim) cho rằng bất kỳ xã hội nào, không kể đến mức độ bất công xã hội đều có sự lệch lạc với những hình thức khác nhau.

## Kiểm soát xã hội
Để khuyến khích việc tuân thủ các tiêu chuẩn, quy phạm văn hóa cũng như điều tiết sự lệch lạc, xã hội dùng các thưởng, phạt chính thức và không chính thức.
- Kiểm soát xã hội không chính thức là hình thức kiểm soát thông qua các phong tục, tập quán, truyền thống, tiêu chuẩn, giá trị xã hội mà không được ban bố một cách rõ ràng (luật bất thành văn). Những hình thức của nó có thể là sự phê phán, châm chọc, giễu cợt hoặc nặng nề hơn là phân biệt đối xử hay xa lánh mà xã hội thực hiện đối với người có hành vi lệch lạc.
- Kiểm soát xã hội chính thức là hình thức kiểm soát xã hội do những người "có thẩm quyền" thực hiện như cảnh sát, bác sĩ, sĩ quan quân đội, người quản lý các tổ chức, công ty... và sử dụng những biện pháp có tính chất cưỡng chế được ban bố một cách rõ ràng như luật pháp, nội quy, quy chế...